# Ibrahim Heski
Ibrahim Heski vagy Ibrahim Haski Tello (kurd nyelven: Biroyê Heskê Têlî; ? – 1931. július 25., Siah Cheshmeh, Nyugat-Azerbajdzsán tartomány, Irán), kurd politikus, katona, törzstag.

## Élete
Apját Hesknek, anyját Têlînek hívták. A Jalali, azon belül a Hesesori törzs tagja volt. Különböző források úgy utalnak rá, mint "Ibrahim aga", "Ibrahim pasa",de emellett több más elnevezése is ismert. Rosita Forbes angol író és kalandor "az araráti régió vad és bátor kaló-hősének" nevezte. Az első világháború alatt belépett a hadseregbe, és harcolt a kaukázusi fronton.

### Első ararát felkelés
1925-ben részt vett egy felkelésben, de bukása után az Ararát-hegyre menekült. 1926. május 16-án kirobbantotta az Első ararát felkelést, ahol kurd csapatok küzdöttek a török köztársasági seregek ellen Demirkapı régióban. A török fősereg vereséget szenvedett és kénytelen volt visszavonulót fújni. Június 16–17-én egy sikertelen támadás után bekerítették az araráti hadsereget, de Ibrahimnak sikerült Iránba menekülnie Yukarı Demirkapı városán keresztül.

### Araráti Köztársaság
1927. október 28-án a felkelő seregek kiszorították a törököket, és kikiáltották az Araráti Köztársaság függetlenségét. Ibrahimot visszahívták emigrációjából, és köztársasági elnökké választották. A megválasztása előtt Agirî tartomány kormányzója volt. Fiai, Ilhami, Omer, Davut és testvérei, Ahmed, Eyub szintén részt vettek a felkelésben. Ahmed egy harcban halálos sebesülést kapott, százéves édesanyját pedig a török hadsereg egy katonája agyonlőtte. 1930-ban a felkelés utolsó napjaiban szövetségeseivel ismét Iránba menekült. Szeptemberben a török hadsereg végleg felszámolta az araráti államot.

## Maku felkelés és halála
1931-ben komoly harcok törtek ki a perzsa Maku régióban a kurd és a sah csapatai között. Az azeri és araráti emigráns csapatok Tebriz és Ardabil elfoglalására indultak. Július 25-én a Chaldoran menti csatában Kalb Ali perzsa tábornok életét vesztette, emiatt a sah csapatai három ellenséges tábornokot, köztük Ibrahimot és bátyját is kivégezték.

## Fordítás
Ez a szócikk részben vagy egészben  az   Ibrahim Heski című angol Wikipédia-szócikk ezen változatának fordításán alapul.  Az eredeti cikk szerkesztőit annak laptörténete sorolja fel. Ez a jelzés csupán a megfogalmazás eredetét és a szerzői jogokat jelzi, nem szolgál a cikkben szereplő információk forrásmegjelöléseként.